# Arctia schultzi
Arctia schultzi là một loài bướm đêm thuộc phân họ Arctiinae, họ Erebidae.